# ペスカローロ・エドゥニーティ
ペスカローロ・エドゥニーティ（伊: Pescarolo ed Uniti）は、イタリア共和国ロンバルディア州クレモナ県にある、人口約1,500人の基礎自治体（コムーネ）。

## 地理

### 位置・広がり

#### 隣接コムーネ
隣接するコムーネは以下の通り。
- カッペッラ・デ・ピチェナルディ
- チコニョーロ
- ガッビオネータ＝ビナヌオーヴァ
- グロンタルド
- ペッシーナ・クレモネーゼ
- ヴェスコヴァート

### 気候分類・地震分類
気候分類では、zona E, 2389 GGに分類される。
また、イタリアの地震リスク階級 (it) では、zona 3 (sismicità bassa) に分類される。